# 229. п. н. е.

## Догађаји
- Атал I из Пергама побеђује у бици код Харпаса у западној Анадолији.
- Почео Први илирско-римски рат Први илирски рат је почео када је римски сенат послао војску под командом конзула Луција Постумија Албина и Гнеја Фулвија Центумала у Илирију. Рим је приморао илирске гарнизоне на повлачење из грчких градова Епидамн, Аполонија, Коркира и Фарос и успоставља протекторат над овим грчким градовима.
- Илирско племе Ардијејаца је покорено од стране Римљана.
- Краљ Македоније, Деметрије II, умире. Његов нећак, Антигон III, долази на македонски престо као регент за свог полурођака и будућег краља Филипа V, који има само десет година.
- Забринут због ширења Рима, Антигон III спроводи политику пријатељства са Илирима, иако Грци у региону подржавају Рим у сузбијању илирских пирата.
- Укључивање Рима у Илирију довело је до успостављања пријатељских односа између Рима и непријатеља Македоније: Етолског савеза и Ахајског савеза, који су покренули сузбијање илирског гусарења.
- Арат из Сикиона уводи Аргос у Ахајски савез, а затим помаже у ослобађању Атине. Ово доводи Арата у сукоб са Спартом.